# Dare (Timor Est)
Dare è una cittadina esttimorense nel distretto di Dili e sottodistretto di Vera Cruz. Si trova a circa 4 km in linea d'aria a sud-ovest da Dili. Nonostante la sua prossimità a Dili, si trova a quasi 500 m s.l.m a causa della ripida ascesa del terreno di Timor Est verso l'interno.
In Dare vi è la scuola elementare, la Escola Primaria Katolica Dare ed una scuola preparatoria alla scuola secondaria.